# Maximiliaan Ruiter
Maximiliaan Ruiter (* 22. Januar 1900 in Nijmegen; † 2. Juni 1974 in Norg, Provinz Drenthe), in einigen Publikationen fälschlich Maximilian geschrieben, war ein niederländischer Dermatologe und Hochschullehrer.

## Leben und Werk
Am 17. Dezember 1932 wurde Ruiter an der Universität Groningen über das Thema Chronische pyodermiëen (dt. chronische Pyodermie) promoviert. Vom 1. Februar 1947 bis zu seiner Emeritierung 1969 war Ruiter Professor für Dermatologie an der Universität Groningen.
Ruiter entdeckte 1947 zusammen mit seinen Kollegen A. W. Pompen und H. J. Wyers bei einer Autopsie zweier Patienten mit Morbus Fabry abnorme Vakuolen in den Blutgefäßen. Sie äußerten als erste den – später bestätigten – Verdacht, dass der Morbus Fabry eine systematisierte Speicherkrankheit sei. In einigen Werken wird der Morbus Fabry daher auch als Ruiter-Pompen-Weyers-Syndrom bezeichnet.
Eine oberflächliche Vaskulitis (Vasculitis superficialis), wird zu Ehren von Maximiliaan Ruiter auch als Morbus Ruiter bezeichnet.

## Veröffentlichungen (Auswahl)
- M. Ruiter: Purpura rheumatica: a type of allergic cutaneous arteriolitis. In: British Journal of Dermatology. Band 68, Nummer 1, Januar 1956, S. 16–21, ISSN 0007-0963. PMID 13284205.
- M. Ruiter, H. D. Groen: Treatment of calciferolresistent cases of Lupus vulgaris with non-irradiated ergosterol. In: Dermatologica. Band 96, Nummer 6, 1948, S. 409–411, ISSN 0011-9075. PMID 18893676.

## Weiterführende Literatur
- F. H. Oswald: Maximilian Ruiter 1900-1974. In: Der Hautarzt. Band 26, Nummer 4, April 1975, S. 235–236, ISSN 0017-8470. PMID 1097373.
- Maximilian Ruiter (Groningen). In: Dermatologische Monatschrift. Band 160, Nummer 12, Dezember 1974, S. 1026–1028, ISSN 0011-9083. PMID 4618522.
- F. H. Oswald: 70th birthday of Maximiliaan Ruiter. In: Der Hautarzt. Band 21, Nummer 10, Oktober 1970, S. 481, ISSN 0017-8470. PMID 4934414.